# Campeonato Uruguaio de Futebol de 1910
O Campeonato Uruguaio de Futebol de 1910 consistiu em uma competição com dois turnos, no sistema de todos contra todos. O campeão foi o River Plate FC.

## Classificação[2]
| Pos | Equipe               | Pts | J  | V  | E | D  | GP | GC | SG  |
| --- | -------------------- | --- | -- | -- | - | -- | -- | -- | --- |
| 1°  | River Plate FC       | 26  | 16 | 11 | 4 | 1  | 33 | 10 | 23  |
| 2°  | CURCC                | 24  | 16 | 10 | 4 | 2  | 32 | 12 | 20  |
| 3°  | Nacional             | 22  | 16 | 10 | 2 | 4  | 32 | 14 | 18  |
| 4°  | Montevideo Wanderers | 20  | 16 | 9  | 2 | 5  | 24 | 15 | 9   |
| 5°  | Central              | 16  | 16 | 6  | 4 | 6  | 17 | 24 | -7  |
| 6°  | Dublin               | 12  | 16 | 4  | 4 | 8  | 20 | 26 | -6  |
| 7°  | Libertad             | 12  | 16 | 4  | 4 | 8  | 17 | 23 | -6  |
| 8°  | Bristol              | 7   | 16 | 3  | 1 | 12 | 16 | 44 | -28 |
| 9°  | French               | 5   | 16 | 2  | 1 | 13 | 15 | 38 | -23 |

|  | Campeão.   |
|  | Rebaixado. |

| Campeonato Uruguaio de 1910        |
| ---------------------------------- |
| River Plate FC Campeão (2º título) |